# 劉崇鋐
劉崇鋐（1897年8月7日—1990年3月21日），字壽民，福建福州人，中華民國歷史學家。

## 生平
光緒二十三年七月十日（1897年8月7日）生。福建福州人，遠祖原居薊北，明代永樂年間，其祖先劉彬因軍功任福州右衛都指揮使，乃在福州落戶。祖父劉齊銜是林則徐快婿，父劉宣甫是張之洞東床，妻沈鍾應是沈葆楨孫女。光緒三十四年（1908年），年十二，入北京清華學堂，民國七年畢業，保送美國威斯康辛大學。九年，獲文學學士，轉哈佛大學。十年，獲文學碩士，十年至十一年，在哥倫比亞大學研究；十一年至十二年間，前往耶魯大學研究。其主要目的，不在攻讀學位，而在儘量吸取各家精華。其治學範圍，以歐洲史和美國史為主。 
十二年，崇鋐返國，應聘為南開大學歷史系教授。十三年，轉任國立清華大學歷史系教授。十九年，接蔣廷黻為清華歷史系主任。二十六年，抗日軍興，清華、北大、南開三校奉教育部令，合組國立西南聯合大學，在昆明上課，崇鋐隨校南遷。抗戰期間並兼任西南聯大教務長。勝利後，三校復原，崇鋐仍回清華。三十八年一月三日，北平為共軍包圍，政府派專機將胡適、錢思亮、劉崇鋐等名教授自危城中接出；二月，由上海乘「中興」輪來臺，應聘為國立臺灣大學歷史系教授。三十九年一月，兼任系主任。四十六年二月，兼歷史研究所主任。任職至五十二年七月。其間曾於四十年三月至四十三年七月並兼臺大教務長。六十二年八月，自臺大退休。七十五年臺大聘為榮譽教授。
四十四年八月至四十五年七月，借調東海大學，出任該校首任歷史系主任，對創系多所規劃。六十一年八月至六十七年7月，接受東吳大學敦聘任歷史系主任，亦為該系擬定發展藍圖。六十八年8月至七十四年7月，東吳大學復聘為研究教授。崇鋐在教育界與學術界之貢獻，不局限於某一大學或某一學系，可稱之為桃李滿天下。五十二年2月28日至五十七年11月23日，曾出任「美國在華教育基金會」（Fulbright Foundation；六十八年後易名為「學術交流基金會」）執行秘書，對於促進中、美學術文化交流，有甚大之貢獻。在治學和教學方面，畢生功力均用於歐洲近代史及美國歷史。崇鋐用力勤、涉獵廣，律己嚴、待人寬，尤以助人為樂。對於國內學術人才（特別是研究西方文化與歷史的人才）的培養，更不遺餘力，他常引用蔣廷黻的話，作一個史學工作者，應該埋首研究工作，以自己的名字出現於他人著作或論文「註腳」中為榮，而不應炫耀出現於報紙頭條新聞中。崇鋐不僅诲人不倦，自己也好學不倦。退休以後仍研讀不綴。惟自七十三年，其夫人沈鍾應羅患腦中風病逝以後，健康日損，子二俱遠適美國，七十九年3月21日，病逝台北市立仁愛醫院，終年94歲。

## 評價
他的學生何炳棣說他教學的特色是“篤實”。

## 著作
崇鋐中英文散篇著作頗多，惟均未集結成書。見於台北傳記文學月刊者，計有：
＜悼念先師梅月涵先生＞（一卷一期）、
＜五十年前畢業清華學校的回憶＞（十三卷一期）、
＜梅月涵先生手書家世真蹟＞（十六卷二期）、
＜我所認識的廷黻兄＞（二十九卷五期）等篇。